# Elaphe climacophora
Elaphe climacophora este o specie de șerpi din genul Elaphe, familia Colubridae, descrisă de Heinrich Boie în anul 1826. Conform Catalogue of Life specia Elaphe climacophora nu are subspecii cunoscute.

## Galerie

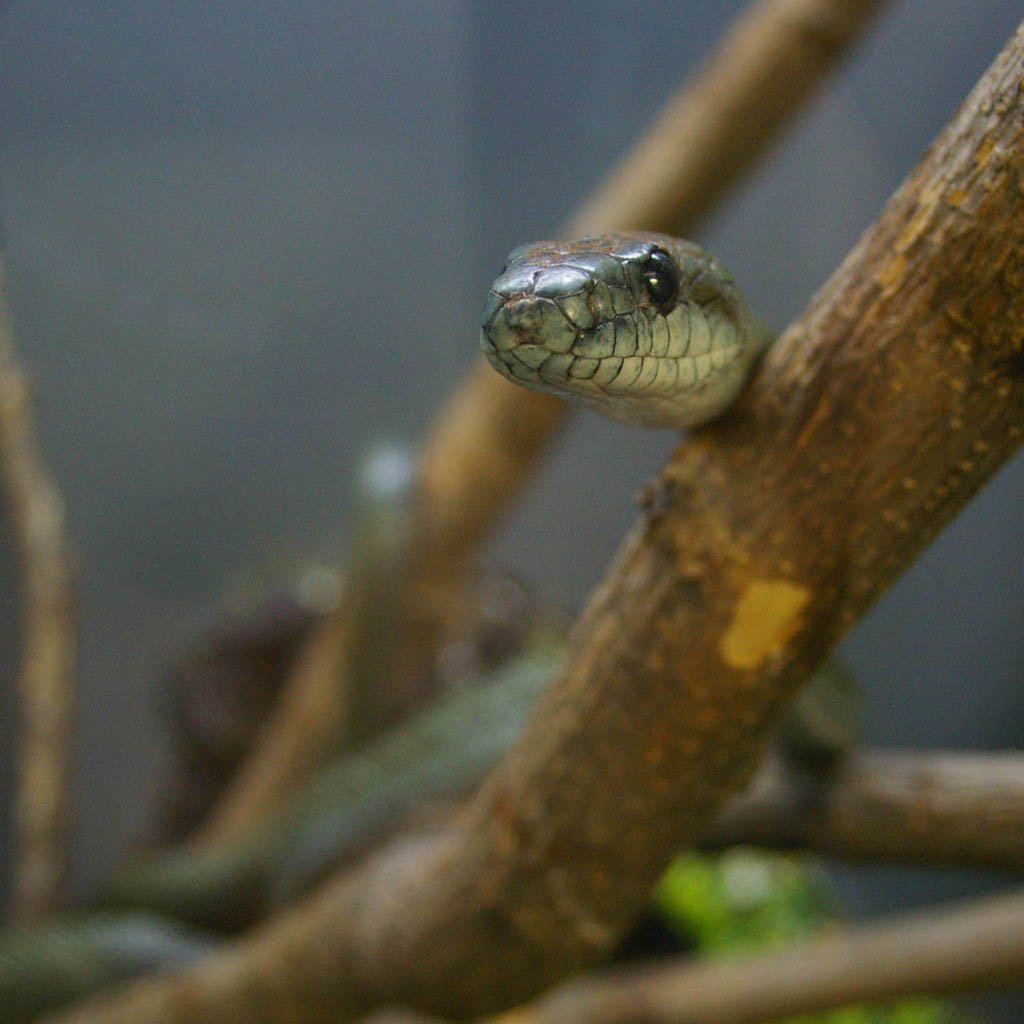
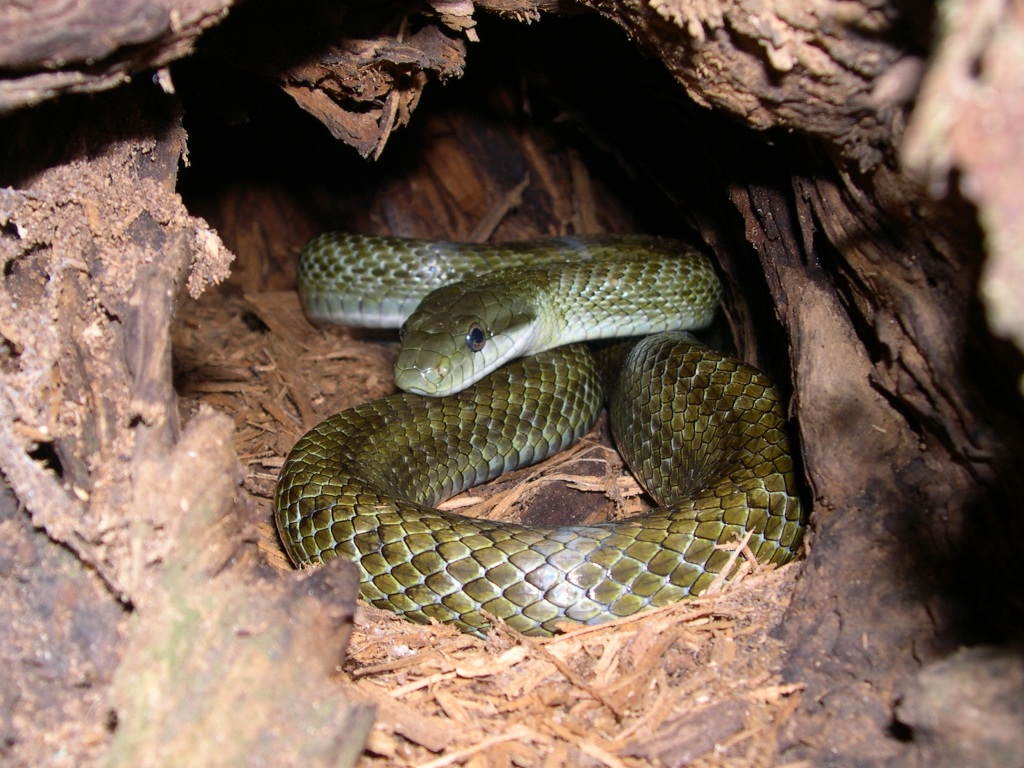
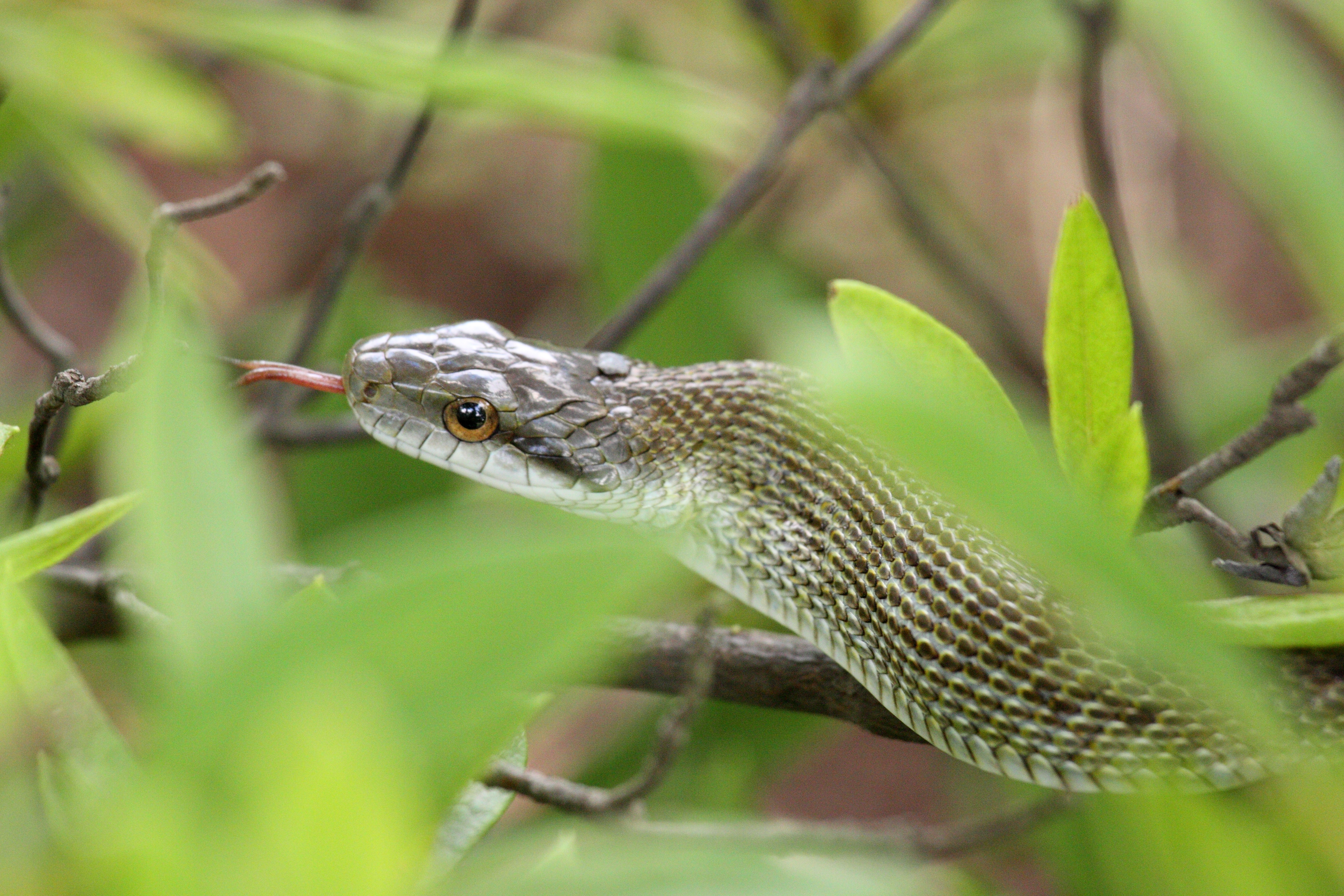
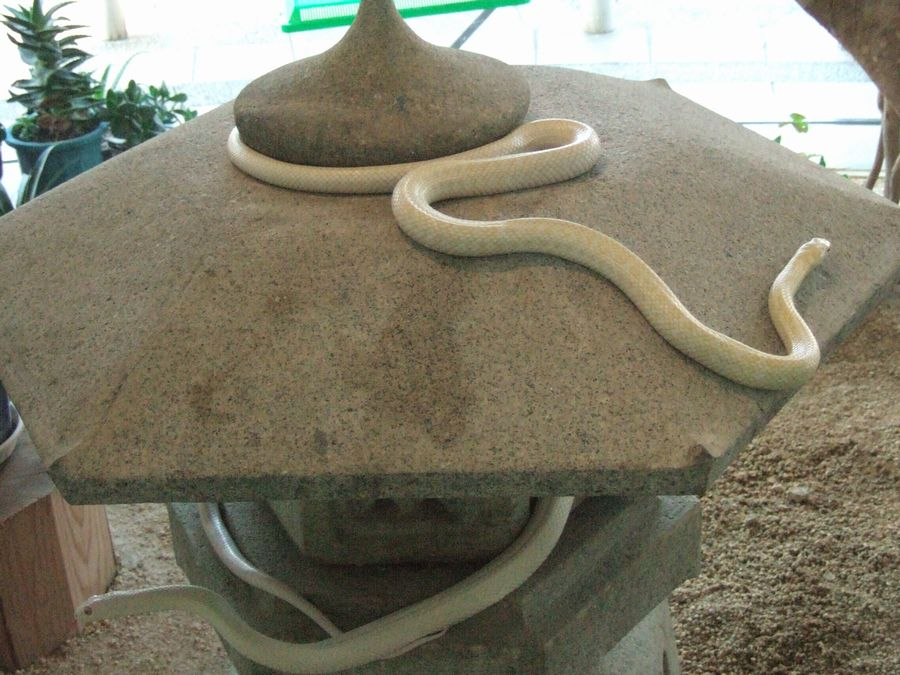